# اندونی ایمز
اندونی ایمز (انگلیسی: Andoni Imaz؛ زادهٔ ۵ سپتامبر ۱۹۷۱) بازیکن فوتبال اهل اسپانیا است.
از باشگاه‌هایی که در آن بازی کرده‌است می‌توان به باشگاه فوتبال رئال سوسیداد و باشگاه فوتبال اتلتیک بیلبائو اشاره کرد.
وی همچنین در تیم‌های ملی فوتبال زیر ۲۱ سال اسپانیا، زیر ۲۳ سال اسپانیا، اسپانیا، و باسک بازی کرده‌است.